# Centaurea persica
Centaurea persica — вид рослин роду волошка (Centaurea), з родини айстрових (Asteraceae).

## Середовище проживання
Поширений у східній Туреччині (Анатолія) й західному Ірані.